# Portulaca lutea
Portulaca lutea är en portlakväxtart som beskrevs av Soi. och Berthold Carl Seemann. Portulaca lutea ingår i släktet portlaker, och familjen portlakväxter. Inga underarter finns listade i Catalogue of Life.

## Bildgalleri

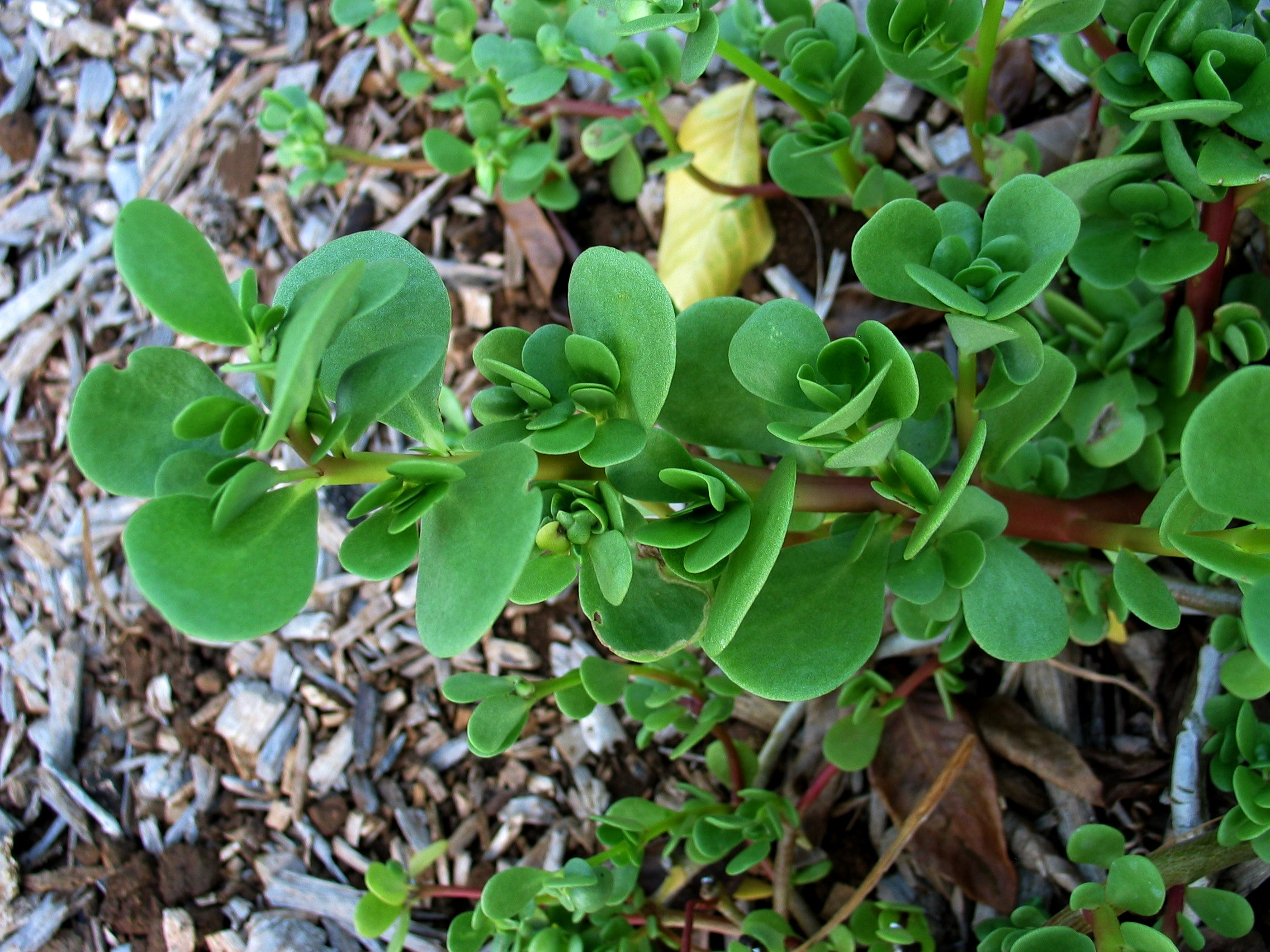
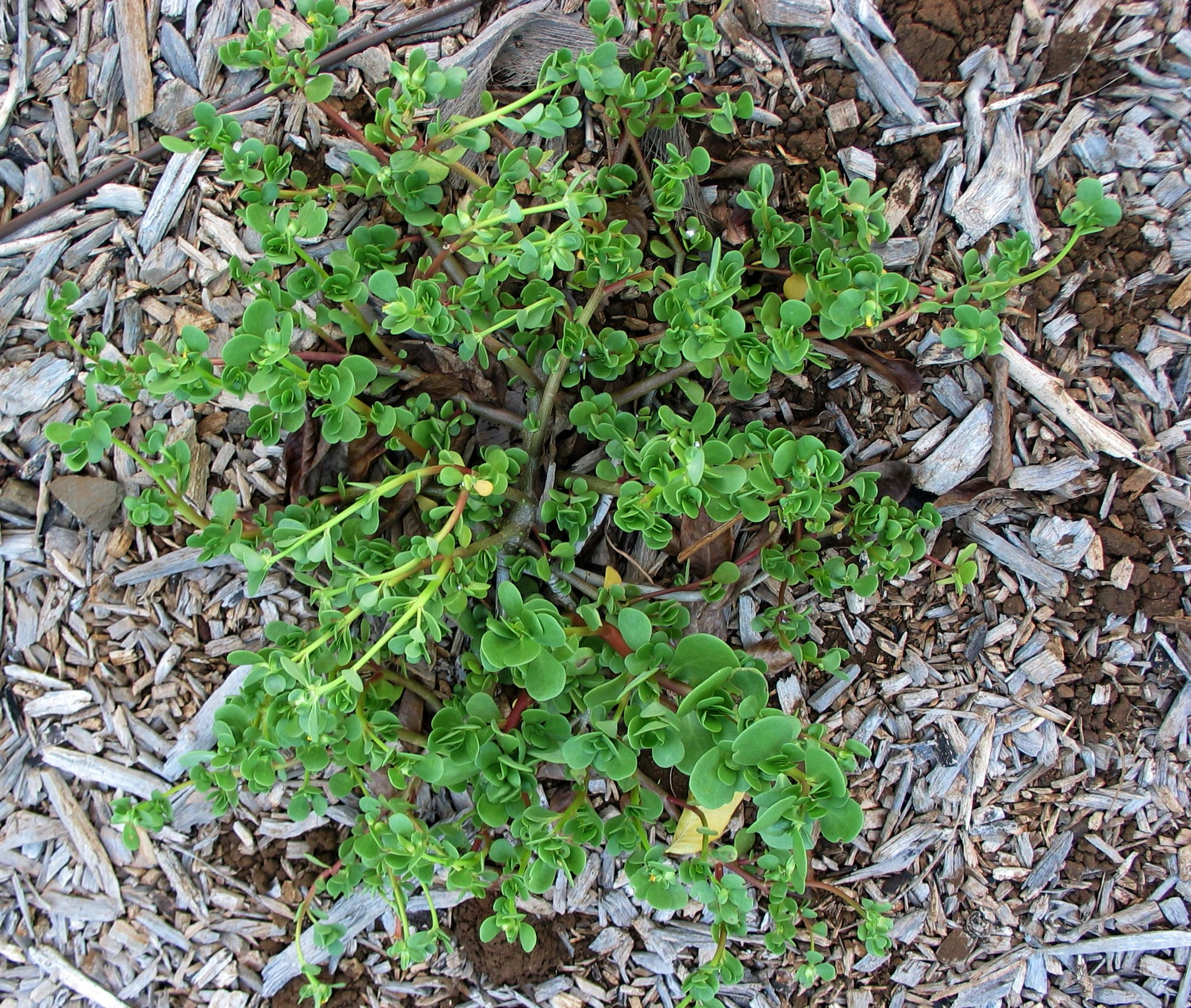
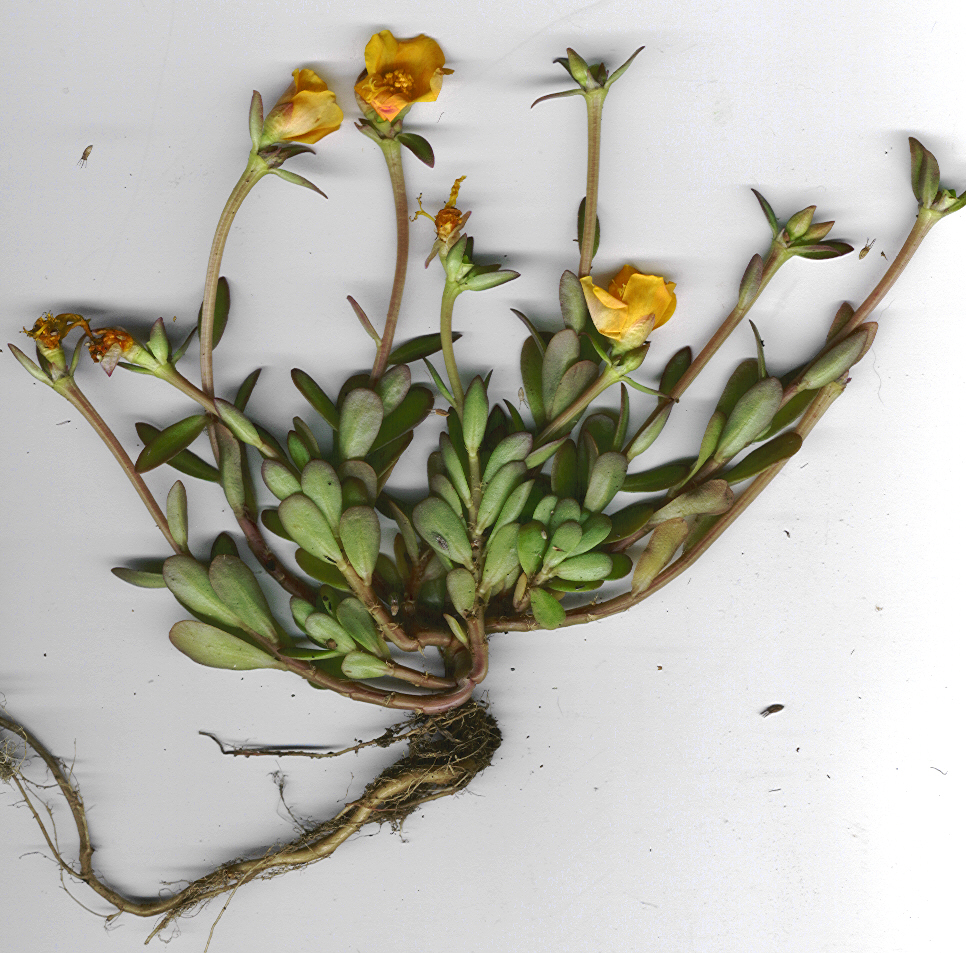
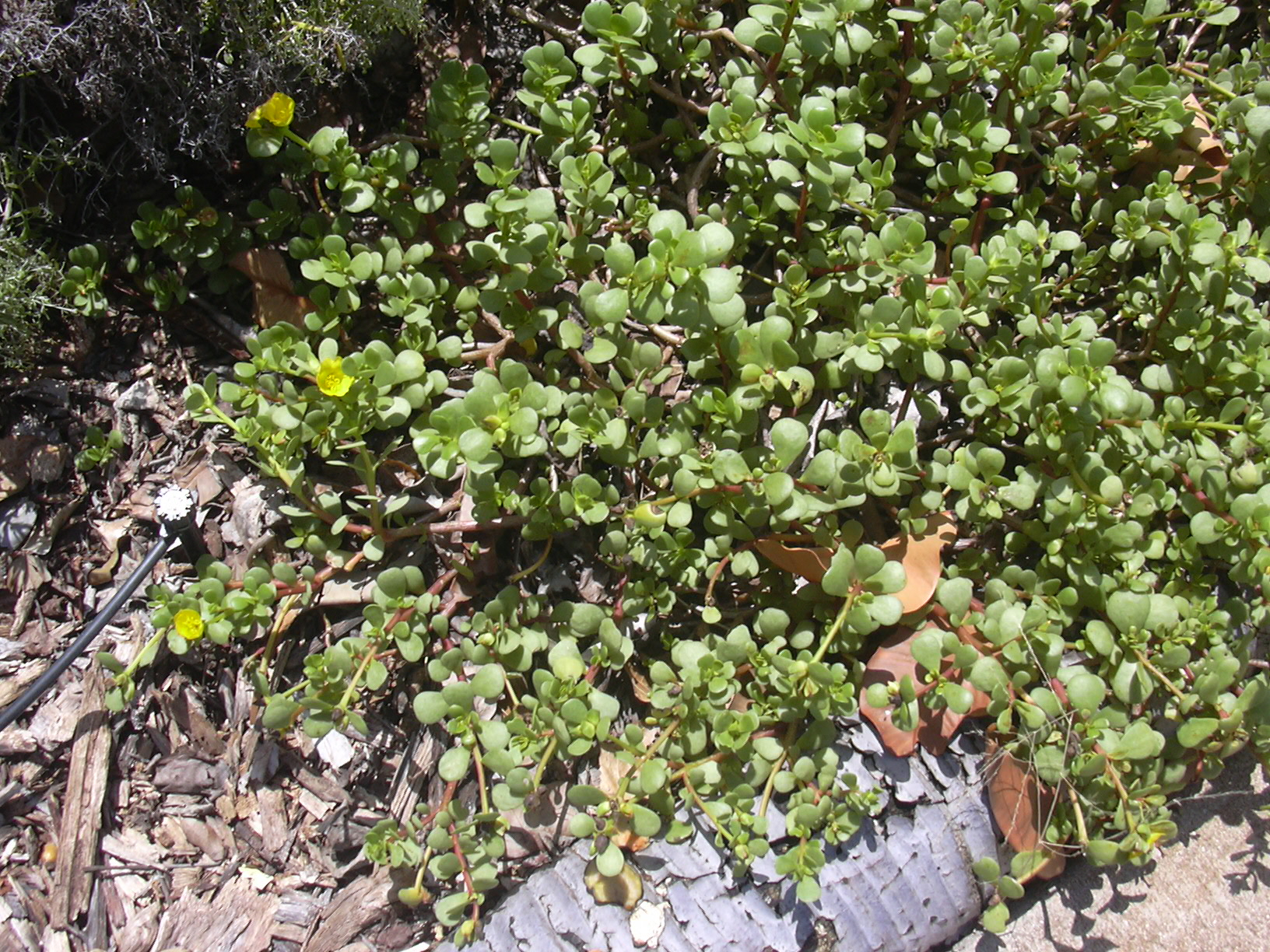
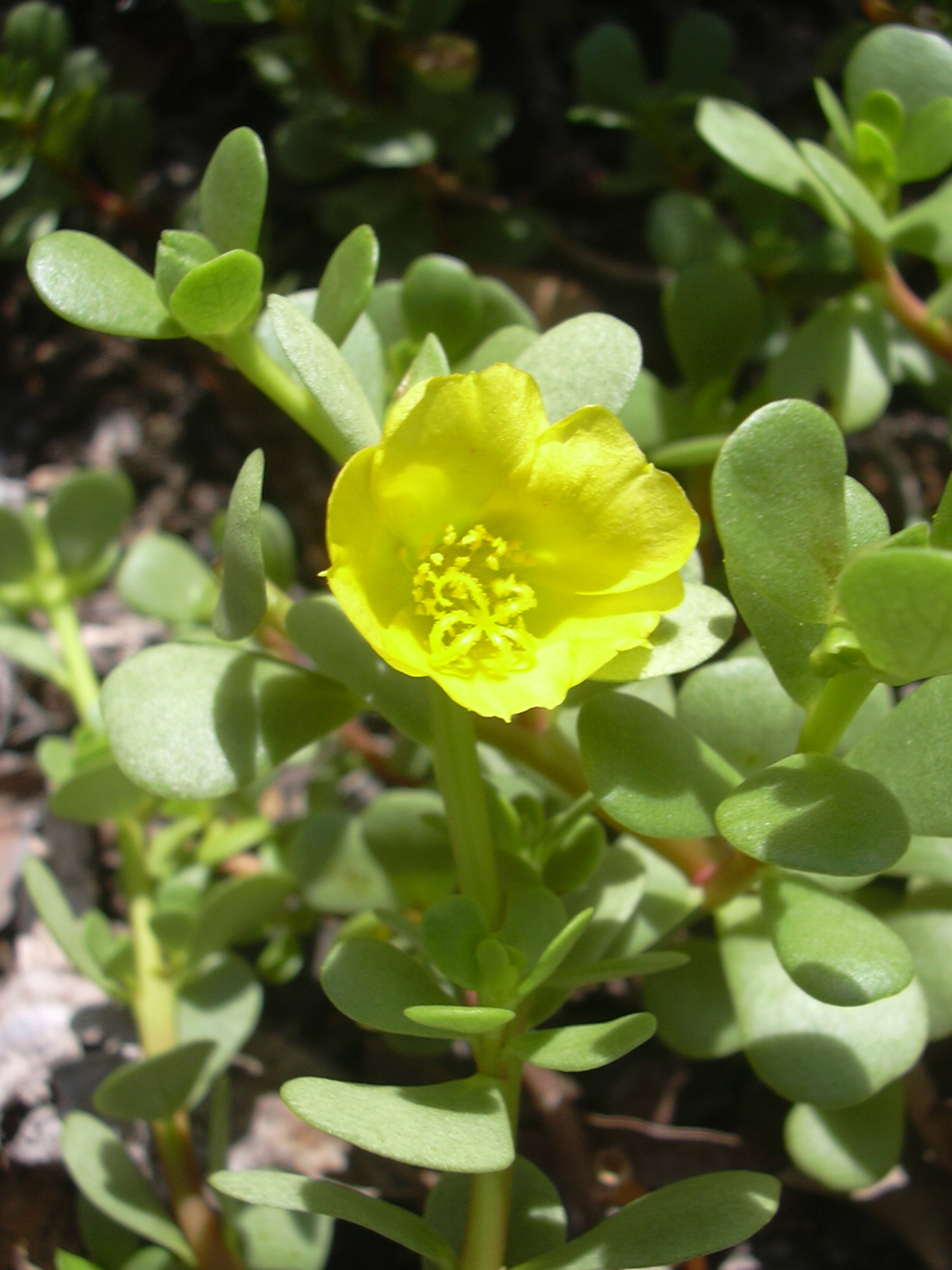
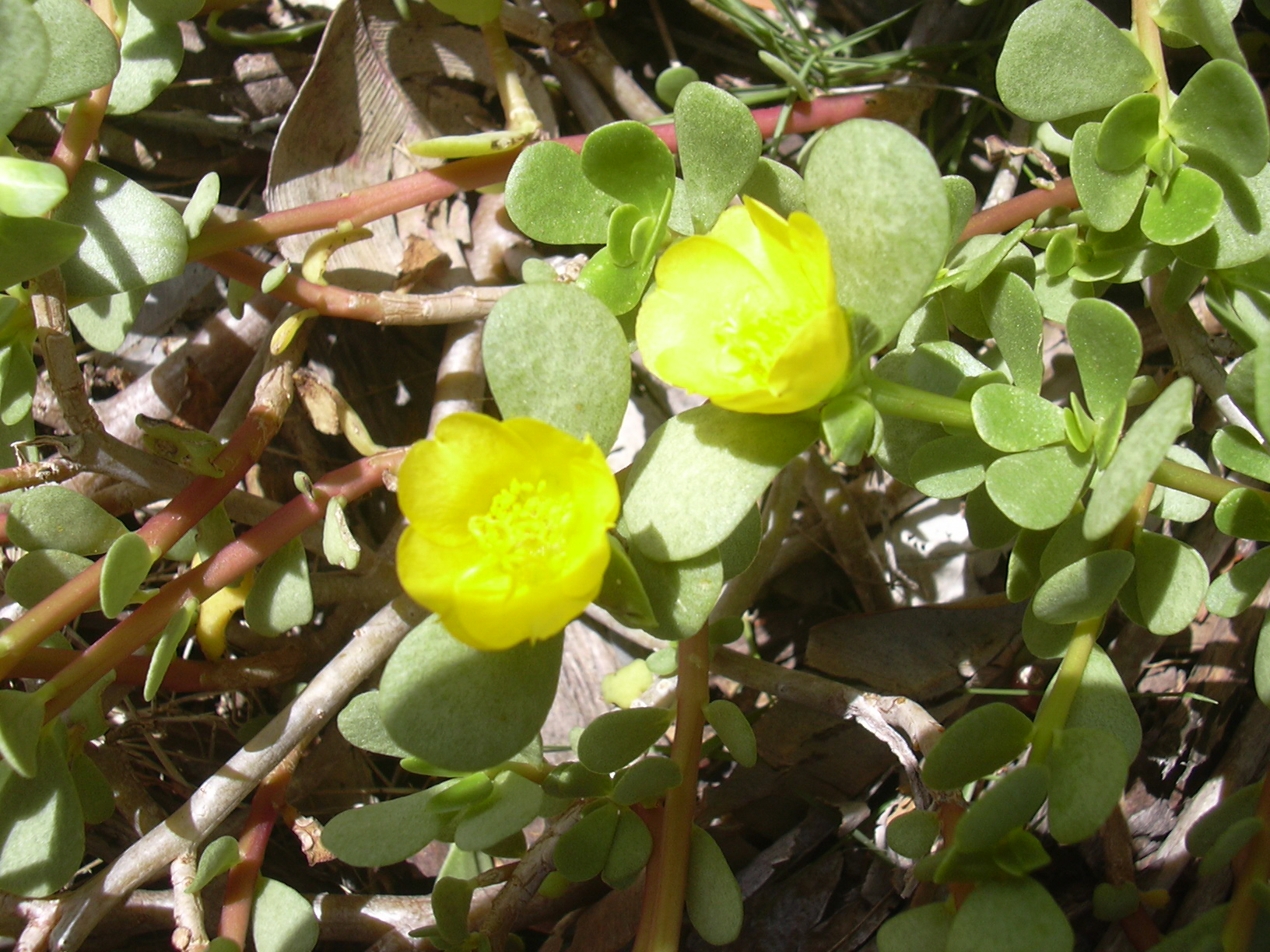